# جزء لاسكري

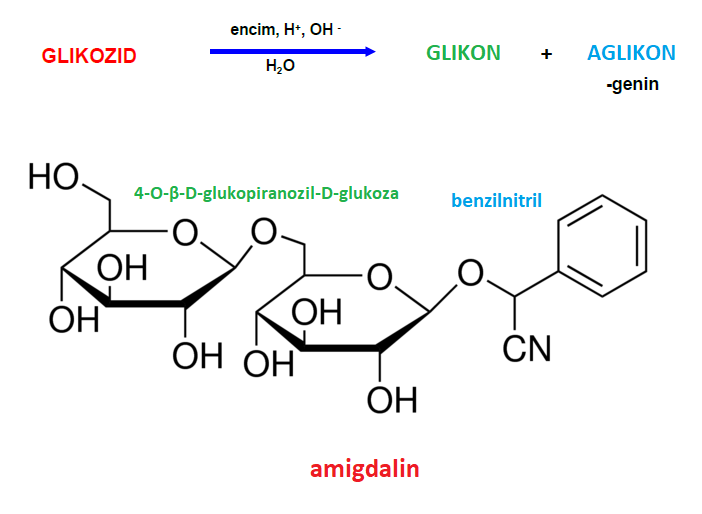

الجزء اللاسكري (بالإنجليزية: aglycone أو aglycon)‏ هو الجزء المتبقي من مركب غليكوسيد بعد استبدال مجموعة الغليكوسيل بذرة هيدروجين.

## أمثلة
قد يكون الجزء اللاسكري في غليكوسيد قلبي هو ستيرويد.
وتعد مركبات متعدد الفينول من المركبات النباتية التي توجد على شكل غليكوسيد وجزء لاسكري.